# 13-й повітряний корпус (Третій Рейх)
13-й повітряний корпус (нім. XIII. Fliegerkorps) — авіаційний корпус Люфтваффе за часів Другої світової війни.

## Історія
13-й повітряний корпус сформований 1 жовтня 1942 року на основі дивізії Люфтваффе «Майндль» на території навчального центру Гросс Борн. У січні 1944 року корпус переформований на 2-й парашутний корпус.

## Командування

### Командири
- генерал авіації Ерік Петерсен (нім. Erich Petersen) (1 листопада — 1 грудня 1942);
- генерал-лейтенант Ойген Майндль (нім. Eugen Meindl) (1 грудня 1942 — січень 1944).